# Dose de rappel

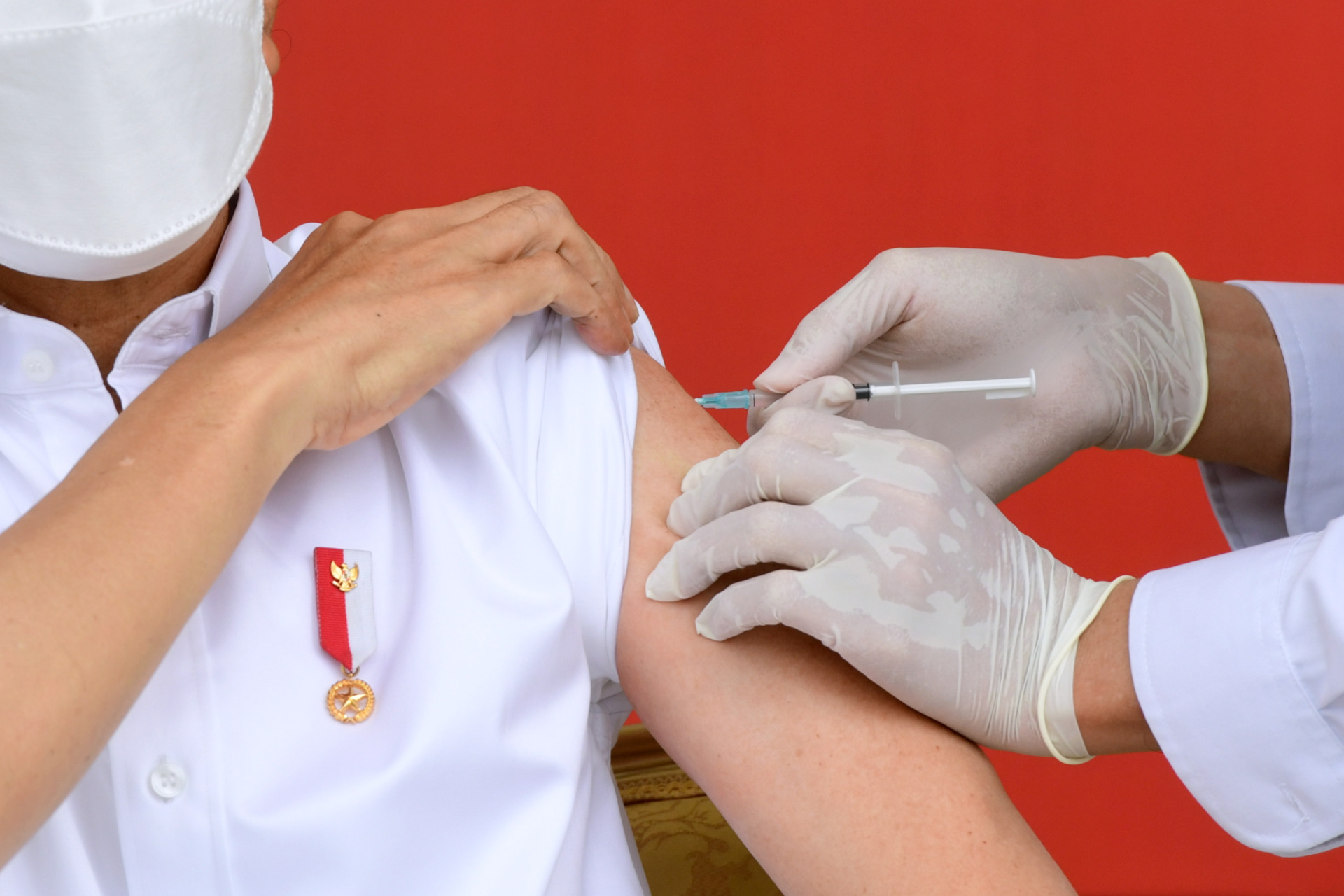
Injection d'une dose de vaccin.

Une dose de rappel est une injection de vaccin qui est faite après l'injection d'une dose de départ. Après l'immunisation à la suite de la première dose, une dose de rappel expose à nouveau à l'antigène qui a induit l'immunité. Elle sert à augmenter l'immunité contre l'agent pathogène à un niveau jugé satisfaisant, notamment si la mémoire du corps a perdu avec le temps les mécanismes de protection. Par exemple, une dose de rappel contre le tétanos est souvent recommandée dix ans après la dernière injection de vaccin contre cette maladie ; des cellules ont en effet perdu leur capacité de faire face à cette maladie ou sont entrées en apoptose.